# IC 4377
IC 4377 — галактика типу S0-a (спіральна галактика) у сузір'ї Райський Птах.
Цей об'єкт міститься в оригінальній редакції індексного каталогу.